# Asienspiele 2022/Squash/Mixed
Das Mixed-Doppel bei den Asienspielen 2022 im Squash fand vom 1. bis 5. Oktober 2023 statt. Es wurde erstmals im Rahmen der Asienspiele ausgetragen.
Insgesamt 18 gemischte Doppelpaarungen, davon maximal zwei Paare pro NOK, spielten im Round-Robin-Modus in vier Gruppen gegeneinander. Die beiden besten Doppel jeder Gruppe zogen ins Viertelfinale ein und ermittelten im K.-o.-System die Sieger.
Im Finale kam es zum Aufeinandertreffen der beiden topgesetzten Doppel Dipika Pallikal und Harinder Pal Sandhu aus Indien und Aifa Azman und Mohd Syafiq Kamal aus Malaysia. Pallikal und Sandhu setzten sich mit 11:10 und 11:10 durch und sicherten sich damit den Gewinn der Goldmedaille. Bronze ging an das Hongkonger Doppel Lee Ka-Yi und Wong Chi-Him und die beiden Inder Anahat und Abhay Singh.

## Setzliste
| Nr. | Paarung                             | Erreichte Runde |
| --- | ----------------------------------- | --------------- |
| 01. | Dipika Pallikal Harinder Pal Sandhu | Gold            |
| 02. | Aifa Azman Mohd Syafiq Kamal        | Silber          |
| 03. | Rachel Arnold Ivan Yuen             | Gruppenphase    |
| 04. | Anahat Singh Abhay Singh            | Bronze          |

| Nr. | Paarung                      | Erreichte Runde |
| --- | ---------------------------- | --------------- |
| 05. | Tong Tsz-Wing Tang Ming-Hong | Viertelfinale   |
| 06. | Lee Ka-Yi Wong Chi-Him       | Bronze          |
| 07. | Jemyca Aribado Robert Garcia | Viertelfinale   |
| 08. | Risa Sugimoto Tomotaka Endō  | Gruppenphase    |

### Zeichenerklärung
- Q = Qualifikant
- WC = Wildcard
- LL = Lucky Loser
- ALT = Ersatz (alternate)
- PR = Protected Ranking
- r = Aufgabe (retired)
- d = Disqualifikation
- w.o. = walkover

## Ergebnisse

### Vorrunde

#### Gruppe A
| Rang | Setzung | Doppel                              | Sp. | S | N | S.-Diff. | Pkt. |
| ---- | ------- | ----------------------------------- | --- | - | - | -------- | ---- |
| 1    | 1       | Dipika Pallikal Harinder Pal Sandhu | 3   | 3 | 0 | 6:0      | 6    |
| 2    | 9       | Yoo Jae-jin Eum Hwa-yeong           | 3   | 2 | 1 | 4:3      | 0    |
| 3    | 8       | Risa Sugimoto Tomotaka Endō         | 3   | 1 | 2 | 3:4      | 2    |
| 4    | 15      | Mehwish Ali Noor Zaman              | 3   | 0 | 3 | 0:6      | 0    |

| Spieler               | Spieler     | Ergebnis   |
| --------------------- | ----------- | ---------- |
| Pallikal / Pal Sandhu | Eum / Yoo   | 11:2, 11:5 |
| Pallikal / Pal Sandhu | Ali / Zaman | 11:4, 11:1 |
| Sugimoto / Endō       | Ali / Zaman | 11:8, 11:6 |

| Spieler               | Spieler         | Ergebnis          |
| --------------------- | --------------- | ----------------- |
| Sugimoto / Endō       | Eum / Yoo       | 11:8, 10:11, 6:11 |
| Eum / Yoo             | Ali / Zaman     | 11:4, 11:8        |
| Pallikal / Pal Sandhu | Sugimoto / Endō | 11:5, 11:5        |

#### Gruppe B
| Rang | Setzung | Doppel                         | Sp. | S | N | S.-Diff. | Pkt. |
| ---- | ------- | ------------------------------ | --- | - | - | -------- | ---- |
| 1    | 2       | Aifa Azman Mohd Syafiq Kamal   | 3   | 3 | 0 | 6:0      | 6    |
| 2    | 7       | Jemyca Aribado Robert Garcia   | 3   | 2 | 1 | 4:4      | 0    |
| 3    | 14      | Chanithma Sinaly Shamil Wakeel | 3   | 1 | 2 | 3:4      | 2    |
| 4    | 10      | Li Dongjin Zhou Zhitao         | 3   | 0 | 3 | 1:6      | 0    |

| Spieler          | Spieler         | Ergebnis         |
| ---------------- | --------------- | ---------------- |
| Azman / Kamal    | Li / Zhou       | 11:7, 11:5       |
| Azman / Kamal    | Sinaly / Wakeel | 11:4, 11:7       |
| Aribado / Garcia | Sinaly / Wakeel | 9:11, 11:4, 11:0 |

| Spieler          | Spieler          | Ergebnis         |
| ---------------- | ---------------- | ---------------- |
| Aribado / Garcia | Li / Zhou        | 11:8, 7:11, 11:6 |
| Li / Zhou        | Sinaly / Wakeel  | 6:11, 6:11       |
| Azman / Kamal    | Aribado / Garcia | 11:5, 11:5       |

#### Gruppe C
| Rang | Setzung | Doppel                                   | Sp. | S | N | S.-Diff. | Pkt. |
| ---- | ------- | ---------------------------------------- | --- | - | - | -------- | ---- |
| 1    | 6       | Lee Ka-Yi Wong Chi-Him                   | 4   | 4 | 0 | 8:0      | 8    |
| 2    | 11      | Yang Yeon-soo Lee Dong-jun               | 4   | 3 | 1 | 6:3      | 6    |
| 3    | 3       | Rachel Arnold Ivan Yuen                  | 4   | 2 | 2 | 5:4      | 4    |
| 4    | 16      | Supakorn Ngamprasert Nopchanok Buranakul | 4   | 1 | 3 | 2:7      | 2    |
| 5    | 18      | Swasthani Shrestha Amir Bhlon            | 4   | 0 | 4 | 1:8      | 0    |

| Spieler       | Spieler                 | Ergebnis          |
| ------------- | ----------------------- | ----------------- |
| Arnold / Yuen | Yang / Lee              | 11:4, 8:11, 10:11 |
| Lee / Wong    | Shrestha / Bhlon        | 11:1, 11:3        |
| Arnold / Yuen | Ngamprasert / Buranakul | 11:4, 11:3        |
| Yang / Lee    | Shrestha / Bhlon        | 11:5, 11:4        |
| Arnold / Yuen | Shrestha / Bhlon        | 11:6, 11:2        |

| Spieler                 | Spieler                 | Ergebnis          |
| ----------------------- | ----------------------- | ----------------- |
| Lee / Wong              | Ngamprasert / Buranakul | 11:2, 11:0        |
| Lee / Wong              | Yang / Lee              | 11:4, 11:6        |
| Ngamprasert / Buranakul | Shrestha / Bhlon        | 7:11, 11:10, 11:8 |
| Yang / Lee              | Ngamprasert / Buranakul | 11:7, 11:5        |
| Arnold / Yuen           | Lee / Wong              | 9:11, 10:11       |

#### Gruppe D
| Rang | Setzung | Doppel                                            | Sp. | S | N | S.-Diff. | Pkt. |
| ---- | ------- | ------------------------------------------------- | --- | - | - | -------- | ---- |
| 1    | 4       | Anahat Singh Abhay Singh                          | 4   | 4 | 0 | 8:0      | 8    |
| 2    | 5       | Tong Tsz-Wing Tang Ming-Hong                      | 4   | 3 | 1 | 6:2      | 6    |
| 3    | 12      | Aysah Dalida David Pelino                         | 4   | 2 | 2 | 4:4      | 4    |
| 4    | 13      | Sadia Gul Farhan Zaman                            | 4   | 1 | 3 | 2:6      | 2    |
| 5    | 17      | Anantana Prasertratanakul Arkaradet Arkarahirunya | 4   | 0 | 4 | 0:8      | 0    |

| Spieler         | Spieler                          | Ergebnis   |
| --------------- | -------------------------------- | ---------- |
| Singh / Singh   | Dalida / Pelino                  | 11:7, 11:5 |
| Tong / Tang     | Prasertratanakul / Arkarahirunya | 11:4, 11:4 |
| Singh / Singh   | Gul / Zaman                      | 11:3, 11:2 |
| Dalida / Pelino | Prasertratanakul / Arkarahirunya | 11:6, 11:6 |
| Tong / Tang     | Gul / Zaman                      | 11:1, 11:6 |

| Spieler         | Spieler                          | Ergebnis    |
| --------------- | -------------------------------- | ----------- |
| Singh / Singh   | Prasertratanakul / Arkarahirunya | 11:5, 11:6  |
| Tong / Tang     | Dalida / Pelino                  | 11:3, 11:9  |
| Gul / Zaman     | Prasertratanakul / Arkarahirunya | 11:9, 11:10 |
| Dalida / Pelino | Gul / Zaman                      | 11:4, 11:10 |
| Singh / Singh   | Tong / Tang                      | 11:10, 11:8 |

### Finalrunde
| Viertelfinale | Viertelfinale                       | Viertelfinale | Viertelfinale | Viertelfinale |  |  | Halbfinale | Halbfinale                          | Halbfinale | Halbfinale | Halbfinale |   |                                     | Finale                       | Finale | Finale | Finale | Finale |
|               |                                     |               |               |               |  |  |            |                                     |            |            |            |   |                                     |                              |        |        |        |        |
| 1             | Dipika Pallikal Harinder Pal Sandhu | 7             | 11            | 11            |  |  |            |                                     |            |            |            |   |                                     |                              |        |        |        |        |
| 7             | Jemyca Aribado Robert Garcia        | 11            | 5             | 4             |  |  | 1          | Dipika Pallikal Harinder Pal Sandhu | 7          | 11         | 11         |   |                                     |                              |        |        |        |        |
| 6             | Lee Ka-Yi Wong Chi-Him              | 11            | 11            |               |  |  | 6          | Lee Ka-Yi Wong Chi-Him              | 11         | 7          | 9          |   |                                     |                              |        |        |        |        |
| 5             | Tong Tsz-Wing Tang Ming-Hong        | 8             | 8             |               |  |  |            |                                     |            |            |            | 1 | Dipika Pallikal Harinder Pal Sandhu | 11                           | 11     |        |        |        |
|               | Yang Yeon-soo Lee Dong-jun          | 4             | 11            | 1             |  |  |            |                                     |            |            |            |   | 2                                   | Aifa Azman Mohd Syafiq Kamal | 10     | 10     |        |        |
| 4             | Anahat Singh Abhay Singh            | 11            | 8             | 11            |  |  | 4          | Anahat Singh Abhay Singh            | 11         | 2          | 9          |   |                                     |                              |        |        |        |        |
| 9             | Yoo Jae-jin Eum Hwa-yeong           | 5             | 6             |               |  |  | 2          | Aifa Azman Mohd Syafiq Kamal        | 8          | 11         | 11         |   |                                     |                              |        |        |        |        |
| 2             | Aifa Azman Mohd Syafiq Kamal        | 11            | 11            |               |  |  |            |                                     |            |            |            |   |                                     |                              |        |        |        |        |